# Joseph Jean Pierre Laurent
Joseph Jean Pierre Laurent fue un astrónomo francés que descubrió el asteroide Nemausa en 1858.
No volvió a descubrir más asteroides y no existe mucha más información sobre él. Se le describía como un "joven muy hábil" por Edouard Stephan.

## Descubrimiento
El asteroide fue descubierto utilizando el observatorio privado en la casa que ocupaba Benjamin Valz, que más tarde abandonó para convertirse en el nuevo director del Observatorio de Marsella entre 1836 y 1860. Confió su observatorio a J. J. P. Laurent, quien más tarde encontró el asteroide. La casa, en la calle Nationale 32 en Nîmes, tiene una placa que conmemora el descubrimiento.
Valz reportó el hallazgo con una carta a la Comptes rendus hebdomadaires des séances de l'Académie des Sciences. J. J. P. Laurent fue galardonado con un Premio de astronomía medalla de la Fundación Lalande en el año 1858 por su descubrimiento, junto con otros descubridores de asteroides y cometas.
El asteroide (162) Laurentia fue nombrado en su honor.[cita requerida]